# Métro léger de Tel Aviv
Ne doit pas être confondu avec Métro de Tel Aviv.
Le « métro léger de Tel Aviv », également appelé « Dankal » , est un réseau de transport en commun ferroviaire pour la ville de Tel Aviv en Israël, et sa métropole Gush Dan.
La première ligne est en service depuis le 18 août 2023.

## Histoire
Les premières propositions pour un tramway dans la région ont été faites par l'ingénieur Libanais George Franjieh en novembre 1892, environ neuf semaines après l'inauguration du chemin de fer de Jaffa-Jérusalem. Le projet a considéré une ligne principale entre le nord et le sud de Jaffa, avec une extension au port. Le plan a été jugé peu rentable et fut donc abandonné. Un système de métro a d'abord été prévu au milieu des années 1960, et en 1967 une gare à la Tour Shalom Meir a été inaugurée en présence du Premier Ministre alors, Levi Eshkol. Toutefois, les difficultés financières imposent à l'abandon du projet, et Shalom Meir reste la seule station de métro à Tel Aviv, déconnectée des autres liens de transport.
En 2000, le plan pour un métro a évolué en faveur d'un métro léger, et des plans plus adaptés pour un système de transport en commun ferroviaire dans la ville de Tel Aviv. Les 22 premiers kilomètres de la première ligne dénommée « ligne rouge » sont approuvés, les travaux étaient prévus pour commencer à la fin de l'année 2009, avec une prévision de mise en service pour 2014. Cette ligne devrait comporter 33 stations dont 10 souterraines.

Il est également prévu 6 autres lignes : une ligne verte, une ligne violette, une ligne bleue, une ligne jaune, une ligne marron et une ligne rose.
En 2006 le consortium Métro Transportation Solution (MTS), qui regroupe Africa Israel Investments (en) et Siemens, obtient la concession du métro de Tel Aviv à l'issue d'un appel d'offres qui a écarté le projet des entreprises Alstom et Veolia Transport. Le consortium MTS est lié avec la Royal Bank of Scotland (RBS). Le 28 août 2010, la concession, du métro de Tel Aviv, accordée au MTS est annulée par le ministère israélien des Finances. Le consortium MTS, lâché par la Royal Bank of Scotland, mise en difficulté par la crise financière mondiale, n'a pas réussi à trouver les moyens financiers nécessaires pour réaliser le chantier.

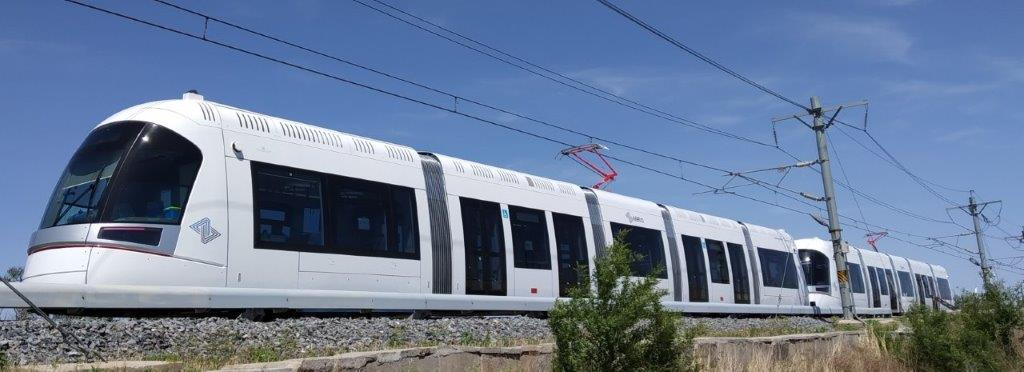
Le matériel roulant de la ligne rouge du métro léger en essais dans les usines CRRC en Chine en juin 2019.

Le matériel roulant de ce métro léger est construit en Chine par CRRC à Changchun. Une première rame de démonstration est présentée à Tel Aviv en 2017 et les premières véritables rames sortent d'usine en juin 2019.
Le 18 août 2023, la première ligne du réseau, la ligne rouge, est inaugurée.

## Lignes
Cinq lignes sont prévues : une en service,  deux sont en constructions et deux lignes de Bus à haut niveau de service approuvées. Les trois premières lignes, prévues sous forme de métro léger, couvriront 100 km.
| Ligne          | Longueur      | Statut          | Année d'ouverture                        | Type de transport | Terminus                                                                          | Nombre de stations   | Matériel Roulant   |
| -------------- | ------------- | --------------- | ---------------------------------------- | ----------------- | --------------------------------------------------------------------------------- | -------------------- | ------------------ |
| Ligne rouge ,  | 23 km (14 mi) | En service      | 2023                                     | Métro léger       | Petah Tikva Bus Terminal ● Kiryat Aryeh Depot (Petah Tikva) HaKomemiyut (Bat Yam) | 33 (10 souterraines) | CRRC Changchun LRV |
| Ligne verte    | 35 km (15 mi) | En construction | 2028 (section sud) 2030 (en intégralité) | Métro léger       | Herzliya Pituah ● Tel Aviv University Holon Depot ● Moshe Dayan (Rishon LeZion)   | 58 (4 souterraines)  | Alstom Citadis     |
| Ligne violette | 36 km (22 mi) | En construction | 2028 (est.)                              | Métro léger       | Mohilever (Yehud) ● Sgula (Petah Tikva) Arlozorov (Tel Aviv)                      | 56                   | CAF Urbos          |
| Ligne brune    | 30 km (19 mi) | En projet       | 2028 (est.)                              | BHNS              | Lod Ganei Aviv ● Rishon LeZion Moshe Dayan                                        | 46                   | Inconnu            |
| Ligne bleue    | 23 km (14 mi) | En projet       | 2028 (est.)                              | BHNS              | Bilu Junction ●Holon Junction                                                     | 44                   | Inconnu            |

## Réseau actuel
La ligne rouge, première mise en service en août 2023, relie Bat Yam à deux quartiers de Petah Tikva tout en passant par Jaffa et le centre de Tel Aviv en souterrain.